# بورو یوانوویچ
 بورو یوانوویچ (انگلیسی: Boro Jovanović؛ زادهٔ ۲۱ اکتبر ۱۹۳۹) یک تنیس‌باز اهل کرواسی است.